# Gräddskinn
Gräddskinn (Hyphoderma cremeoalbum) är en svampart som först beskrevs av Höhn. & Litsch., och fick sitt nu gällande namn av Jülich 1974. Gräddskinn ingår i släktet Hyphoderma och familjen Meruliaceae.  Arten är reproducerande i Sverige. Inga underarter finns listade i Catalogue of Life.